# Сабадош, Миклош
Миклош Сабадош (венг. Szabados Miklós, 20 марта 1912 — 12 января 1962) — венгерский и австралийский игрок в настольный теннис, чемпион мира, чемпион Венгрии, чемпион Австралии. По национальности — еврей, по вероисповеданию — католик.

## Биография
Родился в 1912 году. В 1929-36 годах не раз побеждал на чемпионатах Венгрии, в 1931, 1932 и 1936 годах выигрывал открытое первенство Англии. В 1929—1937 годах завоевал много наград на чемпионатах мира.
В 1937 году вместе с Иштваном Келеном совершил показательный тур по Дальнему Востоку, Южной Америке и Австралии. По окончании тура Миклош Сабадош эмигрировал в Австралию и открыл свой клуб в Сиднее.
В 1987 году имя Миклоша Сабадоша было включено в Международный еврейский спортивный зал славы.